# NGC 449
NGC 449 is een spiraalvormig sterrenstelsel in het sterrenbeeld Vissen. Het hemelobject ligt 197 miljoen lichtjaar (67,5×106 parsec) van de Aarde verwijderd en werd op 11 november 1881 ontdekt door de Franse astronoom Édouard Jean-Marie Stephan.

## HD 7578
Het stelsel NGC 449 bevindt zich, samen met het stelsel NGC 451, vanaf de aarde gezien schijnbaar net ten zuidwesten van de ster HD 7578. Amateurastronomen kunnen HD 7578 aanwenden als gidsster om beide sterrenstelsels op te zoeken.

## Synoniemen
- IC 1661
- IRAS 01133+3249
- 2MASX J01160722+3305218
- KUG 0113+328A
- MCG +05-04-009
- Mrk 1
- PGC 4587
- ZWG 502.18
- UZC J011607.3+330518